# Alain Koffi
Alain Koffi (Abidjan, 23 novembre 1983) è un cestista ivoriano naturalizzato francese.

## Carriera
Con la Francia ha disputato i Campionati europei del 2009 e i Campionati mondiali del 2010.

## Palmarès

### Squadra
- Campionato francese: 1

Le Mans: 2005-06
- Coppa di Francia: 2

Le Mans: 2004, 2008-09
- Semaine des As/Leaders Cup: 3

Le Mans: 2006, 2009, 2014

### Individuale
- LNB Pro A MVP francese: 1

Le Mans: 2008-09